# Etes
Etes là một thị trấn thuộc hạt Nógrád, Hungary. Thị trấn này có diện tích 15,8 km², dân số năm 2010 là 1447 người, mật độ 92 người/km².